# Hashiwokakero
Hashiwokakero, japanska 橋をかけろ Hashi o kakero "bygg broar", engelska Bridges "broar" eller Hashi, är ett logikspel som utvecklats av japanska Nikoli och publicerades första gången i sin nuvarande form år 1990.

## Spelplan
Spelplanen består av ett rutnät med valfri rektangulär storlek – själva rutnätet ritas dock inte ut. I en del rutor finns siffror omgivna av en cirkel. Dessa cirklar är "öar" som skall förbindas med varandra genom broar.

## Regler
- Samtliga öar på spelplanen skall ha förbindelse med varandra.
- Alla broar måste börja och sluta på en ö och gå längs räta horisontella eller vertikala linjer.
- Broar får inte korsa öar eller andra broar.
- Två öar får inte förbindas med fler än två broar.
- Antalet broar från en ö måste stämma med siffran på ön.

## Exempel

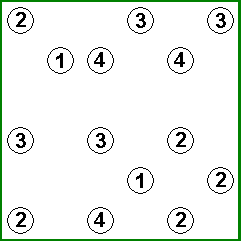
En enkel spelplan

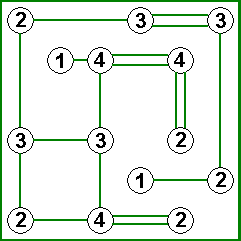
Lösningen

## Taktik
I följande fall måste ön ha minst en bro i varje giltig riktning, därför att det annars inte går att placera ut tillräckligt antal broar:
- Ön ligger i ett hörn och skall ha 3 broar
- Ön ligger längs en kant och skall ha 5 broar
- Ön ligger var som helst på spelplanen och skall ha 7 broar

4-öar i hörn, 6-öar längs ytterkanter och 8-öar var som helst på spelplanen måste ha två broar i varje giltig riktning.
Markera gärna de öar som har fått rätt antal broar, till exempel genom att korsa över dem. Det gör det lättare att få en överblick över problemet, och därmed att undvika "kortslutningar" där broarna skapar en sluten slinga.